# ألكسندر تروشيشكين
ألكسندر تروشيشكين (الروسية: Трошечкин, Александр Игоревич) (23 أبريل 1996 بموسكو في روسيا - ) هو لاعب كرة قدم روسي في مركز الوسط. لعب مع أنجي محج قلعة ونادي روستوف.

## روابط خارجية
- ألكسندر تروشيشكين على موقع قاعدة بيانات كرة القدم.إي يو (الإنجليزية)
- ألكسندر تروشيشكين على موقع Soccerway.com (الإنجليزية)
- ألكسندر تروشيشكين على موقع عالم كرة القدم.نت (الإنجليزية)